# Pucciniostele mandshurica
Pucciniostele mandshurica är en svampart som beskrevs av Dietel 1904. Pucciniostele mandshurica ingår i släktet Pucciniostele och familjen Phakopsoraceae.   Inga underarter finns listade i Catalogue of Life.